# Lucas Corvée
Lucas Corvée, né le 9 juin 1993 à Alençon, est un joueur français de badminton. Licencié à l'Issy-les-Moulineaux Badminton Club (IMBC 92), il a rejoint le pôle d'entrainement de l'INSEP. Finaliste en simple en 2013 et 2015 et en double en 2014, il est sacré champion de France de badminton en simple en 2016 au Kindarena de Rouen et conserve son titre en 2017 à Amiens. Il joue actuellement en ligue nationale A (LNA) Suisse, pour le Badminton Club Yverdon (BCY)[réf. souhaitée].

## Biographie

### Enfance
Lucas Corvée est né le 9 juin 1993 à Alençon (département de l'Orne), de Corinne Corvée, ancienne joueuse internationale de badminton, et d'un père élu à la Fédération française de badminton. Initié au badminton par sa mère dès l'âge de deux ans, il est licencié dans ce sport dès ses six ans. Pratiquant également le tennis, dont il est licencié un an plus tard, c'est à la suite d'un stage à Dinard, où se trouve le pôle espoir, qu'il décide de se consacrer à la pratique du badminton.

### Carrière professionnelle
Lucas Corvée est licencié à l'Issy-les-Moulineaux Badminton Club (IMBC 92) et s’entraîne à l'INSEP. Il est finaliste des Championnats de France de badminton en simple en 2013 et 2015, et en double en 2014. Il remporte cette compétition en simple en 2016, à Rouen. La même année, il sort victorieux du Yonex Belgian International et signe ainsi son premier succès, en individuel, sur la scène internationale.
Il conserve son titre de champion de France en 2017 à Amiens au terme d'un match l'opposant à Lucas Claerbout. Demi-finaliste en 2018 Lucas Corvée retrouve le podium des Championnats de France en 2019 en s'inclinant en finale à Rouen face à Brice Leverdez.

### Jeux Olympiques de Paris
En 2023 Lucas Corvée entre dans la course à la qualification olympique pour Paris 2024 avec Ronan Labar. Avec leur victoire au Kazakhstan International, ils arrivent à dépasser d'environ 400 points les frères Popov à la fin de la période de qualification. Mais quelques jours plus tard la Fédération Mondiale de Badminton découvre une erreur dans le calcul des points du Sudirman Cup en Chine, les championnats du monde par équipe mixte, qui avait lieu au début de la période qualificative en mai 2023. Après la rectification, la paire Corvée-Labar se retrouve 29 points derrière les frères Popov (36 360 contre 36 331) et donc perd sa place aux Jeux. Avec le support de la Fédération Française de Badminton, ils s'engagent dans une longue bataille judiciaire. Le Tribunal Arbitral du Sport leur donne raison, et à la suite de cette décision, le Comité international olympique ajoute une 17ème paire aux Jeux.
Lors de la phase des poules, Lucas et Ronan s'inclinent face aux indiens Rankireddy et Shetty, puis face aux indonésiens Alfian et Ardianto. Le dernier match de leur poule est annulé à la suite du forfait de la paire allemande Lamsfuss-Seidel.

## Palmarès

### Jeux Mediterraniens
Simple hommes
| Année | Lieu                                   | Adversaire  | Score               | Résultat |
| ----- | -------------------------------------- | ----------- | ------------------- | -------- |
| 2018  | El Morell Pavilion, Tarragona, Espagne | Pablo Abián | 23–21, 15–21, 17–21 | Argent   |

### International
Simple hommes
| Année | Compétition            | Adversaire           | Score               | Résultat  |
| ----- | ---------------------- | -------------------- | ------------------- | --------- |
| 2012  | Irish Open             | Scott Evans          | 19–21, 18–21        | Finaliste |
| 2013  | Romanian International | Takuto Inoue         | 21–10, 17–21, 15–21 | Finaliste |
| 2013  | Slovenia International | Misbun Ramdan Misbun | 11–21, 12–21        | Finaliste |
| 2014  | Open de Finlande       | Emil Holst           | 6–21, 15–21         | Finaliste |
| 2015  | Peru International     | Thomas Rouxel        | 12–21, 13–21        | Finaliste |
| 2016  | White Nights           | Lucas Claerbout      | 15–21, 11–21        | Finaliste |
| 2017  | Masters d'Orléans      | Mark Caljouw         | 6–21, 21–18, 11–21  | Finaliste |
| 2017  | Open d'Écosse          | Toby Penty           | 14–21, 22–24        | Finaliste |
| 2018  | Spanish International  | Toma Junior Popov    | 13–21, 17–21        | Finaliste |
| 2020  | Portugal International | Brice Leverdez       | 10–21, 12–21        | Finaliste |

Double hommes
| Année | Compétition               | Partner         | Adversaires                              | Score               | Résultat  |
| ----- | ------------------------- | --------------- | ---------------------------------------- | ------------------- | --------- |
| 2011  | Estonian International    | Joris Grosjean  | Peter Käsbauer Josche Zurwonne           | 8–21, 18–21         | Finaliste |
| 2012  | Bulgarian Hebar Open      | Marin Baumann   | Tan Chun Seang Roman Zirnwald            | 17–21, 21–17, 11–21 | Finaliste |
| 2013  | Swiss International       | Brice Leverdez  | Daniel Benz Chan Kwong Beng              | 16–21, 16–21        | Finaliste |
| 2013  | Puerto Rico International | Brice Leverdez  | Laurent Constantin Matthieu Lo Ying Ping | 21–14, 21–12        | Vainqueur |
| 2015  | Peru International        | Lucas Claerbout | Adam Cwalina Przemysław Wacha            | 18–21, 11–21        | Finaliste |
| 2020  | Portugal International    | Brice Leverdez  | Christopher Grimley Matthew Grimley      | 26–24, 24–22        | Vainqueur |
| 2021  | Austrian Open             | Ronan Labar     | Junaidi Arif Muhammad Haikal             | 17–21, 15–21        | Finaliste |
| 2021  | Spanish International     | Ronan Labar     | Man Wei Chong Tee Kai Wun                | 15–21, 18–21        | Finaliste |
| 2021  | Denmark Masters           | Ronan Labar     | Daniel Lundgaard Mathias Thyrri          | 22–24, 19–21        | Finaliste |
| 2024  | Kazakhstan International  | Ronan Labar     | Kakeru Kumagai Hiroki Nishi              | 21–14, 21–19        | Vainqueur |

Double mixte
| Année | Compétition             | Partenaire    | Adversaires                                     | Score               | Résultat  |
| ----- | ----------------------- | ------------- | ----------------------------------------------- | ------------------- | --------- |
| 2022  | Open de Luxembourg      | Sharone Bauer | Verrell Yustin Mulia Bernadine Anindiya Wardana | 21–18, 17–21, 22–20 | Vainqueur |
| 2022  | Norwegian International | Sharone Bauer | Mihajlo Tomić Andjela Vitman                    | 21–19, 13–21, 21–13 | Vainqueur |

 BWF International Challenge
 BWF International Series
 BWF Future Series
 BWF Grand Prix

### National
Simple hommes
| Compétition            | Année | Rang               |
| ---------------------- | ----- | ------------------ |
| Championnats de France | 2013  | Médaille d'argent  |
| Championnats de France | 2014  | Médaille de bronze |
| Championnats de France | 2015  | Médaille d'argent  |
| Championnats de France | 2016  | Médaille d'or      |
| Championnats de France | 2017  | Médaille d'or      |
| Championnats de France | 2018  | Médaille de bronze |
| Championnats de France | 2019  | Médaille d'argent  |

Double hommes
| Compétition            | Année | Partenaire     | Rang               |
| ---------------------- | ----- | -------------- | ------------------ |
| Championnats de France | 2014  | Brice Leverdez | Médaille d'argent  |
| Championnats de France | 2015  | Brice Leverdez | Médaille de bronze |
| Championnats de France | 2019  | Brice Leverdez | Médaille de bronze |
| Championnats de France | 2021  | Ronan Labar    | Médaille d'or      |
| Championnats de France | 2022  | Brice Leverdez | Médaille d'argent  |
| Championnats de France | 2023  | Ronan Labar    | Médaille de bronze |
| Championnats de France | 2024  | Ronan Labar    | Médaille d'argent  |